# Malhamhorn
Das Malhamhorn (3186 m ü. A.) ist ein Berggipfel des Maurerkamms in der Venedigergruppe in Osttirol (Österreich). Er liegt im Gemeindegebiet von Prägraten am Großvenediger. Das Malhamhorn zählt zur Gruppe der Malhamspitzen, benachbarte Gipfel sind die Südlichste Malhamspitze im Norden, der Steingrubenkogel im Südwesten und der Quirl im Südosten.

## Lage
Das Malhamhorn ist ein hornartiger Felsbau über der Malhamscharte südlich der Malhamspitzen im südlichen Maurerkamm. Es befindet sich nordöstlich des Steingrubenkogels (3228 m ü. A.), wobei das Malhamhorn durch die Malhamscharte (3096 m ü. A.) von dessen Nordostgrat getrennt ist. Im Südosten liegt der Quirl (3251 m ü. A.), von dem das Malhamhorn durch die Steingrubenscharte (3085 m ü. A.) getrennt ist. Westlich des Malhamhorns befindet sich das Gubachkees, östlich das Südliche Malhamkees. Im Norden die Südlichste Malhamspitze (3255 m ü. A.).

## Aufstiegsmöglichkeiten
Das Malhamhorn ist alpin untergeordnet und wird meist nur umgangen, wenn der Südostgrat der Südlichsten Malhamspitze erklommen werden soll. Auf das Malhamhorn selbst kommt man entweder vom Gipfel der Mittleren Malhamspitze im Abstieg, wobei man direkt am Grat entlang oder mit südseitigen Umgehungen das Malhamhorn erreicht. Eine zweite Möglichkeit bietet der Aufstieg von der Malhamscharte. Als Ausgangspunkt kann dabei die Clarahütte oder die Essener-Rostocker Hütte gewählt werden.